# Hewa Şadî
Hewa Ramzi Şadî, född 16 december 1991 i Sverige, är en kurdisk-svensk tyngdlyftare, som redan som 15-årig blev svensk seniormästare i 62-kilosklassen.
Hewa Şadî tränas av sin far, Ramzi Şadî, som kom tillsammans med sin familj från iranska Kurdistan till Sverige 1988.  Han var själv irakisk mästare på 1980-talet och tävlade då för Duhok.  
Hewa Şadî är kusin till Bawar Şadî och Jowan Şafarî, som både innehar, precis som Hewa, det svenska ungdoms rekordet i sina respektive viktklasser och tränas av Ramzi Sadi i Stockholms Atletklubb.

## Meriter
- UEM 2006 16:e i 56 kg klassen (71-91) 162 kg

## Svenska rekord

### Ungdoms rekord

#### 50 kg
- Ryck 60 kg 2005-10-29 Gjövik
- Stöt 79 kg 2005-11-12 Haninge
- Totalt 138 kg 2005-10-29 Gjövik

#### 62 kg
- Ryck 91 kg 2007-02-17 Uppsala
- Stöt 108 kg 2007-02-17 Uppsala
- Totalt 199 kg 2007-02-17 Uppsala

#### 69 kg
- Ryck 104 kg 2008-07-24 Amiens
- Stöt 126 kg 2008-07-24 Amiens
- Totalt 230 kg 2008-07-24 Amiens